# 任侠中仙道
『任侠中仙道』（にんきょうなかせんどう）は、1960年（昭和35年）1月3日公開の日本映画である。東映製作・配給。監督は松田定次、主演は片岡千恵蔵。カラー、東映スコープ、91分。映倫ナンバー:11470。
東映の正月オールスター映画として製作された、千恵蔵主演の次郎長ものの第3作。配収は3億5091万円で、1959年度の邦画配収ランキング第1位となった。

## スタッフ
- 監督：松田定次
- 製作：大川博
- 企画：坪井興、辻野公晴、玉木潤一郎、坂巻辰男
- 脚本：比佐芳武
- 撮影：川崎新太郎
- 照明：中山治雄
- 録音：東城絹児郎
- 音楽：富永三郎
- 美術：鈴木孝俊
- 編集：宮本信太郎
- 記録：梅津泰子
- 装置：魚山富造
- 装飾：秋田実
- 美粧：林政信
- 結髪：桜井文子
- 衣裳：三上剛
- 擬斗：足立伶二郎
- 衣裳考証：甲斐荘楠音
- 進行主任：池田利次

## キャスト
- 清水の次郎長：片岡千恵蔵

- 小川の勝五郎：中村錦之助 (萬屋錦之介)
- 武井の浅二郎：大川橋蔵
- 三ツ木の文蔵：東千代之介

- 小政：里見浩太郎 (里見浩太朗)
- 大政：若山富三郎
- 八寸の才市：伏見扇太郎
- 六之助：中村賀津雄 (中村嘉葎雄)

- おきん：丘さとみ
- おたき：大川恵子
- おかく：雪代敬子
- おとよ：喜多川千鶴
- お六：千原しのぶ
- お町：花柳小菊

- 三馬の政右衛門：原健策
- 松井田の喜三：尾上鯉之助
- 増川の仙右衛門：阿部九洲男
- 佐吉：片岡栄二郎
- 角太郎：清川荘司
- 守屋の幸吉：徳大寺伸
- 宇右衛門：明石潮
- お栄：松浦築枝
- 梅吉：南方英三
- 豊太郎：尾上華丈
- 伝次：小田部通麿
- 平田周馬：仁礼功太郎
- 六郎次：団徳麿
- 馬定：月形哲之介
- 岩村の七助：小柴幹治
- 雲風の多右衛門：香川良介
- 清八：沢村宗之助
- 番作：吉田義夫
- 羽倉外記：戸上城太郎
- 法印の大五郎：加賀邦男

- 和田島の多左衛門：薄田研二
- 紬の文吉：黒川弥太郎
- 松井軍太夫：山形勲
- 田中屋長次郎：進藤英太郎

- 加部安左衛門：大河内傳次郎
- 島の伊三郎：月形龍之介
- 小幡の初五郎：大友柳太朗

- 国定忠治：市川右太衛門

## ネット配信
- 東映時代劇YouTube：2022年8月20日19:00（JST） - 同年同月28日23:59（JST）